# Xian de Xinfeng (Guangdong)
Pour les articles homonymes, voir Xinfeng.
Le xian de Xinfeng (新丰县 ; pinyin : Xīnfēng Xiàn) est un district administratif de la province chinoise du Guangdong. Il est placé sous la juridiction de la ville-préfecture de Shaoguan. La ville de Shaoguan, la pointe sud de Dongjiang et Beijiang River flux détournement de Trois-Rivières à la rivière Xinfeng provenir endroits. Sud Conghua, portique, Wengyuan au nord, à l'est de Lianping, Fogang l'ouest; la limite du comté dans la gamme des choses longitude 113 ° 42 'à 114 ° 36', sur une distance de 98,4 kilomètres, la limite nord-sud à la latitude 23 ° 53 'à 24 ° 17', une distance de 45 kilomètres du nord au sud, la superficie totale du comté de 2015 kilomètres carrés. Large autoroute Big et 105 route nationale qui traverse le comté, il n'y route Hillo, autoroute S347, câble S244 106 State Road, Hui-Shenzhen Expressway, autoroute Beijing-Zhuhai, à 150 kilomètres de Guangzhou, Shenzhen et 180 kilomètres, à 160 kilomètres de Shaoguan.

## Démographie
La population du district était de 232 085 habitants en 1999.